# 賀川春
賀川春（日语：／ Kagawa Haru）（1888年3月16日—1982年5月5日），原姓芝，名又作春子（或）。是日本社會運動家，基督教社會改革家賀川豐彥的妻子。印刷企業村岡儆三（翻譯家村岡花子的丈夫）的堂姐妹。

## 生平
- 1888年（明治21年） 在橫須賀出生，是芝房吉與夫婦的長女。15歲作女傭人，前往東京服務。後因父親的工作調動而搬到神戶，在父親工作的福音印刷公司中作工人。
- 1911年（明治43年）的夏天，遇到了前來指導工作人員唱讚美詩歌的賀川豐彥。1912年（大正元年）12月21日接受宣教士的洗禮。1913年5月27日與賀川結婚。丈夫賀川豐彥在1914年（大正3年）赴美留學，春子也為此進入共立女子神學校讀書。夫妻離家期間，由妹妹和武內勝接手貧民窟事工。1917年（大正6年）畢業於神學校，返回新川貧民窟。
- 1921年（大正10年）使用女牧師長谷川初音（日语：長谷川初音）的提案，創立覺醒婦人協會。1938年（昭和13年）成為雲柱社的理事。戰後從1956年（昭和31年）起擔任「日本基督教婦人矯風會（日语：日本キリスト教婦人矯風会）」的理事。1960年（昭和35年）丈夫賀川豐彥死後，就任耶穌團的理事長，承繼丈夫的事業。
- 1982年逝世，享年94歲。